# Institutional rational choice
Institutional rational choice (IRC) är en familj av teorier som fokuserar på hur institutioner, med dess regler och normer, förändrar beteendet hos individer. Utgångspunkten är densamma som hos klassisk nationalekonomi, liksom inom traditionell rational choice, nämligen att människan är rationell och självintresserad (egoistisk). IRC-teorierna är en del av den större familjen av rational choice-teorier, men också en del av den nyinstitutionalism som blivit modern på senare år. 

## IRC som metod vid studier av policyprocessen
Ett centralt studieområde i statsvetenskapen är den så kallade policyprocessen. Det är den process i vilken samhälleliga problem konceptualiseras, tar sig hela vägen upp till regering och riksdag, vilka väljer lösningsförslag och strategier som sedan implementeras och utvärderas. Den här processen är dock extremt komplicerad, bland annat eftersom det ofta är väldigt många aktörer inblandade, vilka var och en har sina värderingar, uppfattningar om problemet samt preferenser bland lösningarna. Vid studier av processen måste därför forskaren hitta ett sätt att förenkla processen och koncentrera sig på det viktiga. Hur denna förenkling bör ske råder det dock delade meningar om. Enligt flera IRC-approacher bör man fokusera på ledarna i de centrala institutioner där besluten fattas. Man bör också anta att dessa ledare drivs av individuellt och materiellt självintresse (såsom vilja till makt, säkerhet och inkomst). Vid analyser kan man lämpligen dela upp aktörerna i ett fåtal institutionella kategorier, såsom lagstiftare, administrativ personal och intressegrupper. Med dessa förenklingar förstår man processen på ett bra sätt menar IRC-teoretikerna. 

## IRC som rational choice
Institutional rational choice-teorierna kan betraktas som en vidareutveckling av de traditionella rational choice-teorierna (även kallat public choice). Genom att lägga fokus på institutionerna, som varit en av de aspekter som ofta varit relativt frånvarande i tidigare rational choice-teorier, har genren kunnat knyta till sig nya grupper av sympatisörer. 

## IRC som del av nyinstitutionalism
IRC-familjen är också en del av den familj av teorier som går under beteckningen nyinstitutionalism (eller neoinstitutionalism). Nyinstitutionalismen kan ses som en reaktion mot beteenderevolutionen (the behavioural revolution). Genom att betrakta institutioner som sociala konstruktioner och fokusera på att institutioner påverkar individers preferenser och handlingar har nyinstitutionalismen blivit en disciplin som är mer förklarande än äldre institutionella samhällsteorier. 
Vid sidan om IRC finns inom nyinstitutionalismen även historisk institutionalism, kulturell-kognitiv institutionalism och normativ institutionalism. Gemensamt för dessa olika nyinstitutionella teorier är ett intresse för hur regler och normer som finns i olika institutioner påverkar människors handlande. De nyinstitutionella teorierna har i grunden en positiv syn på institutionerna och anser att de skapar ordning och förutsägbarhet. Nyinstitutionalismen ser institutionerna som organismer i en miljö som består av andra institutioner, och menar att deras främsta mål, liksom organismernas, är att överleva. Däremot betonar nyinstitutionalismen inte, som de äldre institutionella teorierna, att institutioner kan förändras genom sociala och politiska viljebildningar.

## Centrala antaganden inom IRC
- Att forma regler, övervaka att de följs och bestraffa avvikelser.

- Egenintresse och rationalitet är centrala utgångspunkter.

- Institutioner skapas för att minimera transaktionskostnader.

- Rätt utformade incitament och upprepning av “spel” underlättar samarbete.

## Förespråkare för IRC
- Douglass North.